# 秋列尼群島

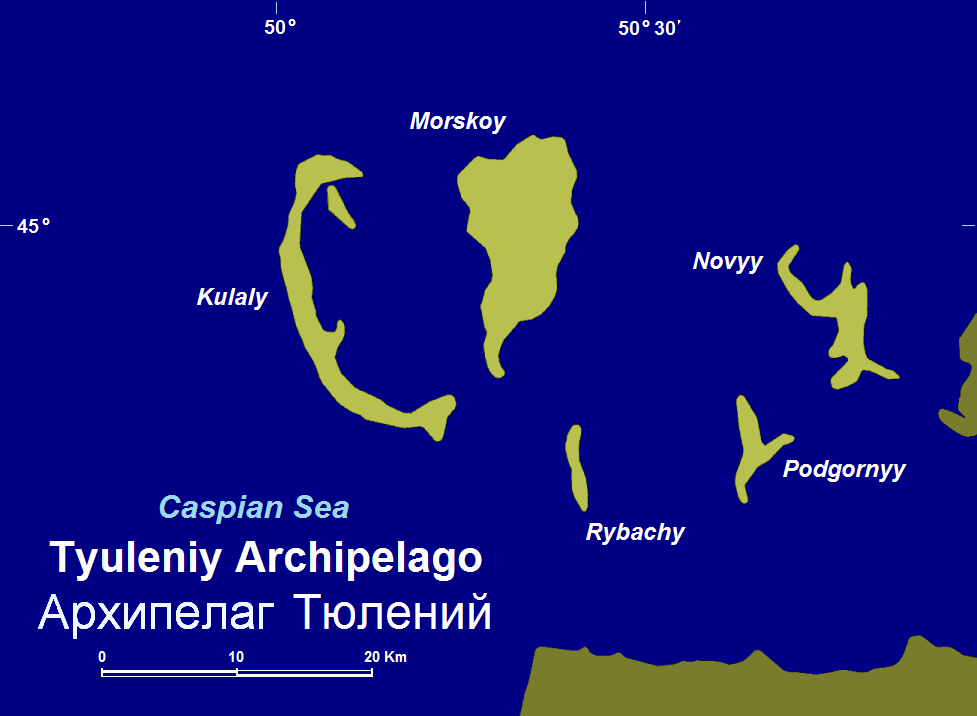

秋列尼群島（英語：Tyulen'i Islands），是南極洲的群島，位於斯特羅伊捷利群島以西，處於馬布斯角以西2.2公里，屬於哈斯韋爾群島的一部分，根據美國海軍拍攝的空中照片繪入地圖，現時由南極條約體系管理。